# Kurrajong
Der Kurrajong (Wikstroemia australis) ist ein Strauch oder kleiner Baum aus der Gattung Wikstroemia innerhalb der Familie der Seidelbastgewächse (Thymelaeaceae). Er ist auf der Norfolkinsel endemisch und vom Aussterben bedroht.

## Beschreibung
Der Kurrajong erreicht eine Wuchshöhe von 4 m oder mehr. Seine schwarze Rinde ist sehr hart und faserig. Die gegenständigen Blätter sind kahl. Die Blattstiele sind 2 bis 5 mm lang. Die elliptisch-lanzettliche Blattspreite wird 3 bis 7 (selten ab 1,5 bis 10) cm lang und 2 bis 3 (selten ab 1 bis 4) cm breit. An der Basis ist sie verschmälert bis gerundet, an der Spitze gerundet bis zugespitzt. Die Blätter sind farblos und die Aderung ist deutlich netzförmig. Der endständige Blütenstand ist in Trauben von drei bis zehn Blüten angeordnet. Der unbehaarte Blütenkelch ist 7 bis 9 mm lang. Die eiförmigen, gelblich-grünen Kelchlappen sind 3 bis 4 mm lang. Der Staubblattwirtel befindet sich in der oberen Hälfte des Blütenkelchs. Die Staubfäden sind 0,5 mm lang, die gelben Staubbeutel sind ungefähr 1 mm lang. Die rötlichen eiförmig-birnenförmigen Früchte sind 4 mm lang.

## Verbreitung und Lebensraum
Der Kurrajong kommt heute nur noch an den Hängen des Mount Bates und des Mount Pitt vor. Früher war er auch in tieferen Lagen außerhalb des Norfolk Island National Park weit verbreitet. Der Lebensraum sind Wälder an den Rändern und Oberseiten von Tälern. Am häufigsten sieht man den Kurrajong in Waldlücken oder entlang von Pfaden und Straßen.

## Status
Die australische Regierung stuft den Kurrajong in die Kategorie „vom Aussterben bedroht“ ein. 2003 gab es nur noch 155 ausgewachsene Exemplare, die in kleinen weit voneinander entfernten Subpopulationen vorkommen, von denen keine mehr als 50 Individuen aufweist. Eine Erhebung im Jahre 1987 ergab zudem, dass nur sehr wenige juvenile Pflanzen mit einer Wuchshöhe unter 2 m existieren. Gründe für die Seltenheit des Kurrajongs sind vermutlich bakterielle Erkrankungen, die Konkurrenz mit der Erdbeer-Guave (Psidium cattleianum), Zerstörung durch Zyklone sowie Samenplünderung durch Ratten.

## Taxonomie
Der Kurrajong wurde zwischen 1804 und 1805 von Ferdinand Bauer auf der Norfolkinsel entdeckt. Die Erstbeschreibung erfolgte 1833 durch Stephan Ladislaus Endlicher in Prodromus Florae Norfolkicae, S. 47. Das Taxon gilt als Typusart der Gattung Wikstroemia. Das 1857 von Carl Meissner in Alphonse Pyrame de Candolles Werk Prodromus Systematis Naturalis Regni Vegetabilis beschriebene Taxon Wikstroemia cunninghamii ist ein Synonym.